# Tre bầu
Tre bầu (danh pháp: Bambusa gibba), còn gọi là luồng may, là một loài thực vật có hoa trong họ Hòa thảo. Loài này được McClure miêu tả khoa học đầu tiên năm 1940.